# Alligny-Cosne
Alligny-Cosne è un comune francese di 889 abitanti situato nel dipartimento della Nièvre nella regione della Borgogna-Franca Contea.

## Società

### Evoluzione demografica
Abitanti censiti